# Monument van de Slag aan de Pene

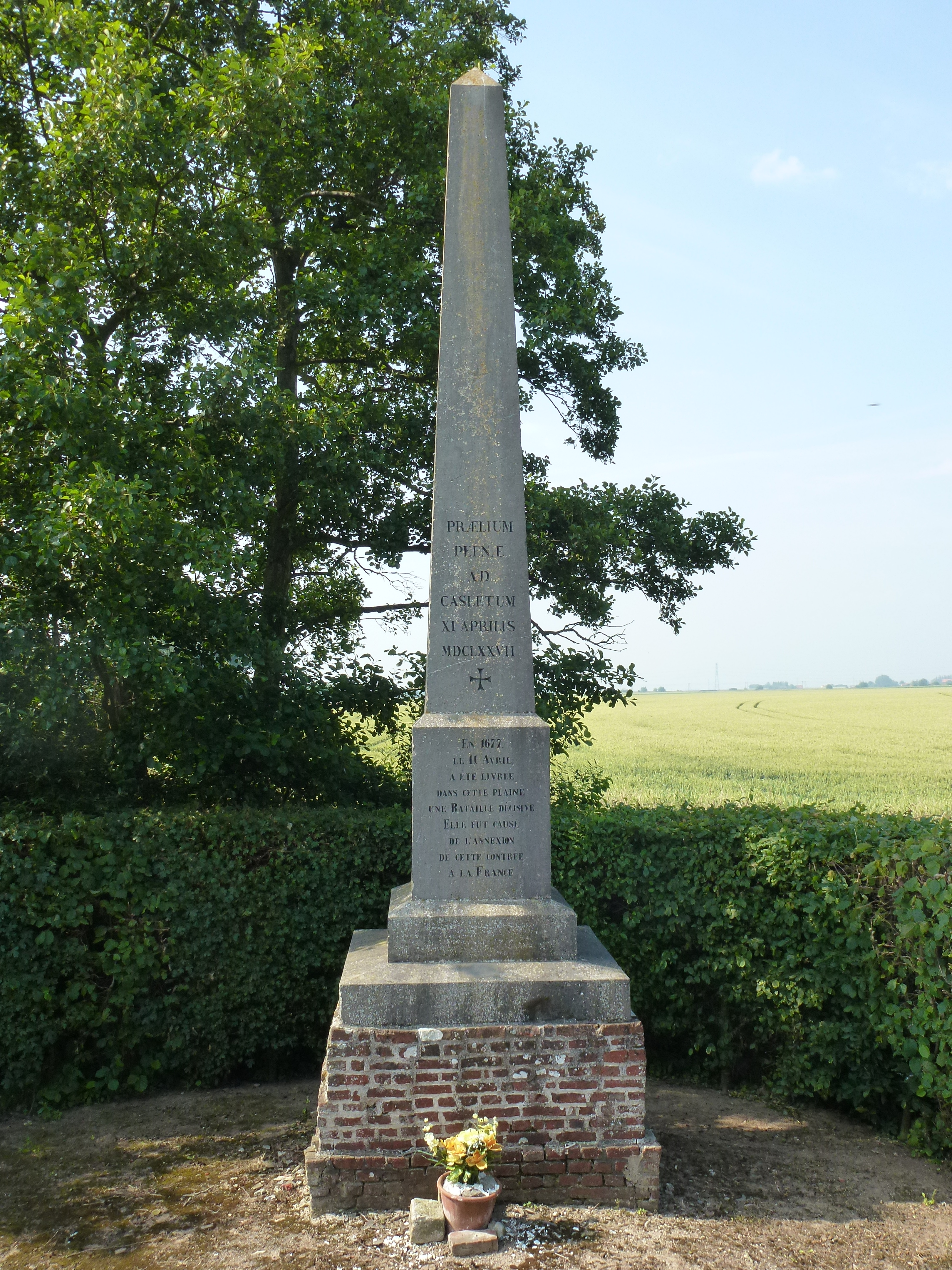
Monument van de Slag aan de Pene

Het Monument van de Slag aan de Pene is een gedenkteken op de grens van de tot het Noorderdepartement behorende plaatsen Noordpene en Zuidpene.
Het gedenkteken herinnert aan de Slag aan de Pene die in 1677 werd geleverd tussen Franse troepen en die van de Republiek der Zeven Verenigde Nederlanden. Deze leidde er uiteindelijk toe dat een deel der Spaanse Nederlanden (het huidige Frans-Vlaanderen en Sint-Omaars) bij Frankrijk werd gevoegd.
Deze zuil werd opgericht op initiatief van dokter Desmeytere uit Kassel en werd in 1865 ingehuldigd.